# Yzeures-sur-Creuse
Yzeures sur Creuse là một xã trong tỉnh Indre-et-Loire, thuộc vùng hành chính Centre-Val de Loire của nước Pháp, có dân số là 1467 người (thời điểm 2006). Dân địa phương danh xưng tiếng Pháp là Yzeurois hay Yzeuroises.

## Nhân khẩu học
| 1936  | 1946  | 1954  | 1962  | 1968  | 1975  | 1982  | 1990  | 1999  | 2006  |
| ----- | ----- | ----- | ----- | ----- | ----- | ----- | ----- | ----- | ----- |
| 1 520 | 1 527 | 1 445 | 1 529 | 1 588 | 1 737 | 1 820 | 1 747 | 1 476 | 1 467 |

## Những người con của thành phố
- Mado Robin
- Agnès Sorel
- Paul Burty Haviland